# Malpeque Bay
Malpeque Bay es un municipio rural canadiense situado en la provincia de Isla del Príncipe Eduardo.

## Superficie
Malpeque Bay tiene una superficie de 98,97 km².

## Demografía
En 2021, tenía 1191 habitantes, una densidad poblacional de 12 hab./km², y 991 viviendas.